# Hattstedt
Hattstedt (tiếng Đan Mạch: Hatsted, tiếng Bắc Frisia: Haatst) là một đô thị tại huyện Nordfriesland, trong bang Schleswig-Holstein, nước Đức. Đô thị này có diện tích 7 km², dân số thời điểm 31 tháng 12 năm 2006 là 2475 người. Đô thị này tọa lạc gần bờ Biển Bắc, khoảng 6 km về phía tây bắc Husum.